# Втрати 36-го окремого стрілецького батальйону
Таблиця втрат 36-го окремого стрілецького батальйону створена за наявними відкритими джерелами та не може вважатися повною.

## 2022
1. 8 січня 2022 - Громик Володимир Миколайович, солдат. Помер у шпиталі м. Шепетівки внаслідок хвороби[1]
2. 13 серпня 2022 - Войцеховський Олег Анатолійович, солдат. Загинув в районі населеного пункту Піски Донецької області[2]

1. 13 серпня 2022 - Касян Андрій Олександрович, солдат. Загинув в районі населеного пункту Піски Донецької області[3]
2. 13 серпня 2022 - Олійник Валерій Валерійович, солдат. Загинув в районі населеного пункту Піски Донецької області[4]
3. 14 серпня 2022  - Мартинюк Володимир Іванович, молодший сержант. Загинув в районі населеного пункту Піски Донецької області[5]
4. 14 серпня 2022 - Кудерський Віктор Сергійович, старший солдат. Загинув в районі населеного пункту Піски Донецької області[6]
5. 14 серпня 2022 - Мосійчук Олександр Вікторович, солдат. Загинув в районі населеного пункту Піски Донецької області[7]
6. 17 серпня 2022 - Романюк Василь Миколайович, сержант. Загинув в районі населеного пункту Піски Донецької області[8]
7. 17 серпня 2022 - Ямчук Дмитро Леонідович, старший сержант. Загинув в районі населеного пункту Піски Донецької області[9]
8. 28 серпня 2022 - Захаров Олександр Сергійович, солдат. Загинув в районі населеного пункту Піски Донецької області[10]
9. 28 серпня 2022 - Горбаченко Анатолій Анатолійович, молодший лейтенант. Загинув в районі населеного пункту Піски Донецької області[11]
10. 29 серпня 2022 - Камінний Роман Григорович, солдат. Загинув в районі населеного пункту Піски Донецької області[12]
11. 31 серпня 2022 - Миколюк Андрій Юрійович, солдат. Загинув в районі населеного пункту Піски Донецької області[13]
12. 1 вересня 2022 - Луцик Василь Леонідович, старший сержант. Загинув в районі населеного пункту Піски Донецької області[14]
13. 1 вересня 2022 - Пілець Арсеній Дмитрович, солдат. Загинув в районі населеного пункту Піски Донецької області[15]
14. 2 вересня 2022 - Заверуха Анатолій Іванович, старший сержант. Помер у результаті загострення хвороби після виконання бойового завдання.[16]
15. 8 вересня 2022 - Чабан Віталій Васильович, старший сержант. Загинув в районі населеного пункту Вовчий Яр Харківської області.
16. 8 вересня 2022 - Шафранський Борис Анатолійович, молодший сержант. Загинув в районі населеного пункту Вовчий Яр Харківської області.[17]
17. 9 вересня 2022 - Мароха Олександр Васильович, солдат. Загинув в районі населеного пункту Вовчий Яр Харківської області.[18]
18. 9 вересня 2022 - Афанасіядє Граф Леонідович – солдат. Загинув в районі населеного пункту Волоська Балаклія Харківської області[19]
19. 9 вересня 2022 - Припута Олександр Якович, солдат. Загинув в районі населеного пункту Волоська Балаклія Харківської області[20]
20. 9 вересня 2022 - Дацюк Віктор Миколайович, сержант. Загинув в районі населеного пункту Волоська Балаклія Харківської області[21]
21. 20 вересня 2022 - Кончук Мар'ян  Володимирович, сержант. Загинув в районі населеного пункту Кам’янка Харківської області[22]
22. 5 жовтня 2022 - Рудий Володимир Миколайович, солдат. Загинув у результаті нещасного випадку під час перебуванні у відпустці за сімейними обставинами.
23. 10 жовтня 2022 - Зімич Андрій Юрійович, старший солдат. Загинув в районі населеного пункту Кам’янка Харківської області[23]
24. 10 жовтня 2022 - Єфімчик Олег Миколайович, солдат. Загинув в районі населеного пункту Кам’янка Харківської області[24]
25. 17 жовтня 2022 - Зелений Віктор Миколайович, солдат. Загинув внаслідок необережного поводження зі зброєю.[25]
26. 15 грудня 2022 - Чубай Петро Петрович, солдат. Загинув в районі населеного пункту Кам’янка Харківської області[26]
27. 8 квітня 2024 - Козирод Дмитро, солдат.
28. 3 січня 2023 - Ткачук Сергій Петрович, солдат. Помер у шпиталі м. Харків внаслідок хвороби[27]
29. 18 січня 2023 - Денисков Андрій Євгенович, солдат. Помер внаслідок нещасного випадку під час перебування у відпустці за станом здоров’я.

Безвісно зникли, виконуючи бойові завдання з відсічі збройної агресії росії в районі населеного пункту Піски Донецької області
1. Трофанюк Віктор Михайлович – молодший сержант. Безвісно зник 12.08.2022[28]
2. Штойко Сергій Васильович – солдат. Безвісно зник 12.08.2022[29]
3. Боцяновський Ярослав Віталійович – солдат. Безвісно зник 12.08.2022[30]
4. Карпалюк Віктор Володимирович – солдат. Безвісно зник 12.08.2022[31]
5. Гнатюк Максим Олександрович – солдат. Безвісно зник 12.08.2022
6. Виговський Юрій Юрійович – солдат. Безвісно зник 12.08.2022.
7. Слісарчук Юрій Вікторович - молодший сержант. Безвісно зник 17.08.2022
8. Кудла Андрій Олегович - старший солдат. Безвісно зник 18.08.2022
9. Богурський Вадим Леонідович - старший солдат. Безвісно зник 18.08.2022
10. Гураєвський Артем Анатолійович – солдат. Безвісно зник 18.08.2022.
11. Коренський Іван Володимирович – солдат. Безвісно зник 18.08.2022
12. Піщевський Олександр Андрійович – солдат. Безвісно зник 18.08.2022
13. Савчук Руслан Валерійович – старший солдат. Безвісно зник 18.08.2022
14. Самолюк Роман Іванович – старший солдат. Безвісно зник 18.08.2022
15. Солодкий Юрій Юрійович – старший солдат. Безвісно зник 18.08.2022
16. Швирлов Олег Анатолійович – сержант. Безвісно зник 18.08.2022
17. Матвіюк Микола Васильович – солдат. Безвісно зник 27.08.2022
18. Юхімов Володимир Григорович – молодший сержант. Безвісно зник 29.08.2022
19. Манєнков Микола Анатолійович – солдат. Безвісно зник 29.08.2022

### 2024
1. Семенюк Микола В`ячеславович. 20 грудня 1996, с. Шибена. Загинув біля населеного пункту Кам’янка на Харківському напрямку [32].
2. Марценюк Віктор Дмитрович. 11 серпня 1994, с. Котюржинці. Загинув біля населеного пункту Кам’янка на Харківському напрямку [33].

## Матеріали
- [ Втрати 36-го стрілецького батальйону] // Книга Пам'яті